# Steven Coenegrachts
Steven Coenegrachts, né le 14 juillet 1985 à Tongres, est un homme politique belge, membre de l'Open vld.

## Biographie
Steven Coenegrachts nait le 14 juillet 1985 à Tongres.
Aux élections législatives fédérales de 2024, Steven Coenegrachts est élu à la Chambre des Représentants.